# Eudore Pirmez
Pour les articles homonymes, voir Pirmez.
Eudore Pirmez, né à Marcinelle le 14 décembre 1830 et mort à Saint-Gilles le 2 mars 1890, est un avocat, homme politique et un industriel belge, de tendance libérale doctrinaire.

## Biographie
Issu d'une famille comptant de nombreux mandataires politiques, Eudore Pirmez, né à Marcinelle le 14 décembre 1830, est le fils de Jeanne-Catherine-Josephine Wilmet (1797-1886) et de Léonard Pirmez (1797-1866), bourgmestre de Châtelineau. Il est le neveu de Jean Pirmez (1795-1864), avocat, bourgmestre de Châtelineau et membre du Congrès national, et de Sylvain Pirmez, sénateur.
Il fait des études secondaires chez lez Jésuites au Collège Notre-Dame de la Paix à Namur et de 1846 à 1850, il étudie le droit sous la direction de son père et sans passer par l'université. En 1850, il obtient le diplôme de docteur en droit. Cette même année, il s'inscrit au barreau de Charleroi. Esprit éclectique, il se passionne pour la musique, les échecs et l'astronomie. 
En 1857, l'Association libérale de Charleroi le choisit comme candidat aux élections législatives. Il est élu député de l'arrondissement de Charleroi à la Chambre des représentants. Il siège comme député de 1857 à 1890. En 1864, Léopold Ier lui propose de former un gouvernement, mais il refuse. En 1866, il combat un projet de loi de Jules Bara, qui abrogeait l'interdiction des coalitions (c'est-à-dire des syndicats). En 1867, il combat un autre projet de loi de Jules Bara, qui abrogeait l'article 1781 du code civil (article qui stipulait que le patron était cru sur parole en ce qui concerne le paiement de ses ouvriers). Plus tard (en 1869), il s'oppose encore à l'interdiction du travail des enfants. En 1879, il s'abstient lors du vote de la « loi de malheur », qui déclenchera la première guerre scolaire et s'éloigne du parti libéral. En 1884, il juge que c'est le sort des patrons qui est fragile. « Nulle plainte du côté du travail », explique-t-il.
Entre 1868 et 1870, il est ministre de l'Intérieur dans le gouvernement Frère-Orban I. À ce poste, en 1869, se plaçant en défenseur des libertés et du libre-échange, il dépose un projet de loi rendant facultatif le livret d'ouvrier. Présidant la commission d’enquête créée au lendemain des émeutes de 1886 dans le Hainaut et la province de Liège, il est chargé de trouver des formules pour améliorer les relations sociales.
En 1863, il fonde à Couillet avec Ernest, Alfred Solvay et Gustave Sabatier, son collègue et ami libéral à la Chambre des représentants, la Société Solvay & Compagnie. Il était également administrateur du charbonnage de l'Espérance (Seraing) et de la Vieille Montagne (à partir de 1879).
Il a été directeur à la Banque nationale de Belgique, président de l'Observatoire d'Uccle et président du Conseil supérieur du Congo. 
Á la suite d'une attaque d'apoplexie, il décède à Saint-Gilles le 2 mars 1890. Il reçoit des funérailles avec les honneurs militaires à l'église de la Sainte-Trinité d'Ixelles et est inhumé au cimetière d'Uccle.

## Hommages et distinctions
En 1884, il est nommé ministre d'État par le roi Léopold II.
On trouve l'« Avenue Eudore Pirmez » à Etterbeek et les « Rue Eudore Pirmez » à Marcinelle et à Châtelet.
Les distinctions suivantes lui ont été attribuées, :
- Grand officier de l'ordre de Léopold (Belgique) ;
- Grand cordon de l'ordre de Charles III (Espagne) ;
- Grand-croix de l'ordre de l'Immaculée Conception de Vila-Viçosa (Portugal) ;
- Commandeur de l'ordre du Christ du Portugal ;
- Grand officier de la Légion d'honneur (France) ;
- Grand officier de l'ordre de la Couronne de chêne (Luxembourg).

## Référence
1. 1 2  Albert Nyssens, Eudore Pirmez, Bruxelles, Polleunis & Ceuterick 384 pp., 1893, 384 pp. (lire en ligne)
2. ↑  « Eudore Pirmez », Gazette de Charleroi,‎ 3 mars 1890 (lire en ligne)
3. ↑  Pascal Delwit, La vie politique en Belgique de 1830 à nos jours, Bruxelles, Editions de l'Université de Bruxelles, 2010, p. 49.
4. ↑  « Pirmez Eudore », sur Connaître la Wallonie (consulté le 17 mars 2025)
5. 1 2 3  « Funérailles de M. Eudore Pirmez », Gazette de Charleroi,‎ 6 mars 1890, p. 1-2 (lire en ligne)